# 斑翅鹛属
斑翅鹛属，是噪鹛科下的一属，主要分布于亚洲南部和东部地区。屬名是古希臘語的合成詞，由意思為「光輝、輝煌」的（轉寫：aktis）及意思為「守望者、守護者」的（轉寫：odouros）組成。但後來有另一說認為是由意思為「光線」的（轉寫：actis）組成及意思為「尾巴」的（轉寫：ura）組成，意思為「類似光線的尾巴」。

## 下属物种
本属包括以下物种：
- 栗额斑翅鹛 Actinodura egertoni Gould, 1836
- 台湾斑翅鹛 Actinodura morrisoniana Ogilvie-Grant, 1906
- 纹头斑翅鹛 Actinodura nipalensis (Hodgson, 1836)
- 蓝翅希鹛 Actinodura cyanouroptera (Hodgson, 1837)
- 斑喉希鹛 Actinodura strigula (Hodgson, 1837)
- 白眶斑翅鹛 Actinodura ramsayi Walden, 1875
- 黑冠斑翅鹛 Actinodura sodangorum Eames et al., 1998
- 灰头斑翅鹛 Actinodura souliei Oustalet, 1897
- 纹胸斑翅鹛 Actinodura waldeni Godwin-Austen, 1874